# Leevaku
Leevaku är en ort i Estland. Den ligger i Räpina kommun och landskapet Põlvamaa, i den sydöstra delen av landet, 210 km sydost om huvudstaden Tallinn. Leevaku ligger 51 meter över havet och antalet invånare är 190.
Terrängen runt Leevaku är mycket platt. Runt Leevaku är det glesbefolkat, med 10 invånare per kvadratkilometer. Närmaste större samhälle är Räpina, 8,1 km öster om Leevaku. I omgivningarna runt Leevaku växer i huvudsak blandskog.